# Mondovisione Tour
Mondovisione Tour è la tournée realizzata da Luciano Ligabue negli anni 2014 e 2015, a seguito della pubblicazione dell'album Mondovisione.

## Descrizione
Il tour, diviso in cinque fasi differenziate a seconda del luogo dell'esibizione, si basa su una produzione musicale essenzialmente "elettrica", in linea con il sound dell'album da cui prende il nome.
Con questo tour Ligabue, per la prima volta nella sua carriera, porta la sua musica fuori dai confini europei.
La fase "Stadi" prevede un palco con una struttura insolita, di forma semi-circolare, dotata di un enorme maxi-schermo a 180°.
In occasione del concerto a New York, Ligabue dona ad Hard Rock International la propria chitarra, una Fender Telecaster bianca, che entra nella collezione di cimeli del rock degli Hard Rock Cafe.
Il tour si concluse il 19 settembre 2015 all'Aeroporto di Reggio Emilia con l'evento Campovolo 2015 - La festa.

## Date del tour

### Piccole città
- 27 marzo 2014 Correggio, Palasport Dorando Pietri
- 29 marzo 2014 Fossano, Palasport
- 31 marzo 2014 Imola, Palaruggi
- 2 aprile 2014 Salsomaggiore Terme, Palasport
- 4 aprile 2014 Latisana, Palasport
- 6 aprile 2014 Riccione, Playhall
- 8 aprile 2014 San Benedetto del Tronto, Palasport Bernardo Speca
- 10 aprile 2014 Colle di Val d'Elsa, Palasport
- 12 aprile 2014 Foligno, Palasport Paternesi
- 14 aprile 2014 Frosinone, Pala Frosinone
- 16 aprile 2014 Potenza, Pala Basento

### Stadi
- 30 maggio 2014 Roma, Stadio Olimpico
- 31 maggio 2014 Roma, Stadio Olimpico
- 6 giugno 2014 Milano, Stadio Giuseppe Meazza
- 7 giugno 2014 Milano, Stadio Giuseppe Meazza
- 11 giugno 2014 Catania, Stadio Angelo Massimino
- 12 giugno 2014 Catania, Stadio Angelo Massimino
- 12 luglio 2014 Padova, Stadio Euganeo
- 16 luglio 2014 Firenze, Stadio Artemio Franchi
- 19 luglio 2014 Pescara, Stadio Adriatico
- 23 luglio 2014 Salerno, Stadio Arechi
- 6 settembre 2014 Trieste, Stadio Nereo Rocco
- 9 settembre 2014 Torino, Stadio Olimpico
- 13 settembre 2014 Bologna, Stadio Renato Dall'Ara
- 20 settembre 2014 Bari, Stadio della Vittoria

### Mondo
- 18 ottobre 2014  Canada, Toronto, Casino Rama
- 19 ottobre 2014  Stati Uniti, New York, Terminal 5
- 22 ottobre 2014  Stati Uniti, Los Angeles, Whisky a Go Go
- 24 ottobre 2014  Stati Uniti, San Francisco, Dna Lounge
- 26 ottobre 2014  Stati Uniti, Miami, Grand Central
- 20 gennaio 2015  Brasile, San Paolo, Teatro Bradesco
- 22 gennaio 2015  Argentina, Buenos Aires, Teatro Gran Rex
- 30 gennaio 2015  Australia, Sydney, Enmore Theatre
- 31 gennaio 2015  Australia, Melbourne, The Palais
- 3 febbraio 2015  Giappone, Tokyo, Club Phase
- 7 febbraio 2015  Cina, Shanghai, Peony Live

### Palazzetti
- 13 marzo 2015 Padova, Arena Spettacoli Padova Fiere - Pad. 7
- 14 marzo 2015 Padova, Arena Spettacoli Padova Fiere - Pad. 7
- 17 marzo 2015 Assago, Mediolanum Forum
- 18 marzo 2015 Assago, Mediolanum Forum
- 21 marzo 2015 Rimini, 105 Stadium
- 22 marzo 2015 Rimini, 105 Stadium
- 24 marzo 2015 Ancona, Pala Rossini
- 27 marzo 2015 Livorno, Modigliani Forum
- 28 marzo 2015 Livorno, Modigliani Forum
- 30 marzo 2015 Genova, 105 Stadium
- 31 marzo 2015 Genova, 105 Stadium
- 2 aprile 2015 Torino, Pala Alpitour
- 3 aprile 2015 Torino, Pala Alpitour
- 10 aprile 2015 Acireale, Palatupparello
- 11 aprile 2015 Acireale, Palatupparello
- 13 aprile 2015 Caserta, Pala Maggiò
- 14 aprile 2015 Caserta, Pala Maggiò
- 16 aprile 2015 Roma, Pala Lottomatica
- 17 aprile 2015 Roma, Pala Lottomatica
- 18 aprile 2015 Roma, Pala Lottomatica
- 23 aprile 2015 Cagliari, Arena Sant'Elia
- 24 aprile 2015 Cagliari, Arena Sant'Elia

### Campovolo 2015 - La festa
- 19 settembre 2015 Reggio Emilia, Aeroporto di Reggio Emilia

## Musicisti
- Luciano Ligabue - voce, chitarra acustica, chitarra elettrica, bouzouki
- Michael Urbano - batteria
- Davide Pezzin - basso
- Niccolò Bossini - chitarra (Piccole città, Stadi e Mondo 2014; Campovolo 2015)
- Max Cottafavi (da gennaio 2015) - chitarra
- Federico Poggipollini - chitarra e cori
- Luciano Luisi - tastiere, pianoforte e cori

## Scaletta
Questa la scaletta eseguita nella data del 6 giugno a Milano:
1. Il muro del suono
2. Il volume delle tue bugie
3. I ragazzi sono in giro
4. Ho messo via
5. Ciò che rimane di noi
6. Le donne lo sanno
7. Nati per vivere
8. Il giorno di dolore che uno ha
9. Siamo chi siamo
10. Non è tempo per noi
11. Balliamo sul mondo
12. Sono sempre i sogni a dare forma al mondo
13. Per sempre
14. L'odore del sesso
15. Urlando contro il cielo
16. La neve se ne frega
17. Medley: Niente paura + Viva + Marlon Brando
18. Tu sei lei
19. A che ora è la fine del mondo
20. Piccola stella senza cielo
21. Il sale della terra
22. Il meglio deve ancora venire
23. Tra palco e realtà
24. Quella che non sei
25. Certe notti
26. Con la scusa del rock'n'roll

Questa, invece, la scaletta della data del 19 ottobre a New York:
1. Il sale della terra
2. Siamo chi siamo
3. Sulla mia strada
4. Ho messo via
5. Eri bellissima
6. Quella che non sei
7. Ti sento
8. Il centro del mondo
9. Una vita da mediano
10. Il muro del suono
11. Vivo, morto o X
12. Leggero
13. Tu sei lei
14. Questa è la mia vita
15. Urlando contro il cielo
16. Viva
17. Certe notti
18. Balliamo sul mondo
19. Tra palco e realtà
20. Buonanotte all'Italia
21. Piccola stella senza cielo
22. Con la scusa del rock'n'roll